# Epizeuxis borealis
Epizeuxis borealis är en fjärilsart som beskrevs av Smith 1884. Epizeuxis borealis ingår i släktet Epizeuxis och familjen nattflyn. Inga underarter finns listade i Catalogue of Life.